# Sai (Naruto)
Sai (транслит.) je jedan od glavnih likova u manga i anime serijama Naruto.
On je član ANBU organizacije iz Konohe, odrastao kao član Korena, Sai nije imao emocije i bilo mu je teško da se poveže sa drugima. Kada je dodat u Tim Kakaši kao zamena za Saskea Učihu, on počinje da uči o ljudskim osećanjima i pokušava da postane deo tima Kakaši.

## Izgled
Sai ima kratku, crnu kosu i crne oči koje su kontrast njegovoj bledoj koži. Obično se vidi kako nosi malu torbicu sa svojim četkicima, svitcima, i nindža mastilom u njoj. On nosi kratku crno sivu jaknu sa crvenim linijama – obično kao i svi članovi Korena, najverovatnije da bi pokazao svoju lojalnost organizaciji. On takođe nosi manji mač na leđima. Ostatak njegove odeće čine visoko podignuta majca, crne pantalone, šinobi sandale i rukavice, sa izloženim prstima, najverovatnije da bi olakšao korišćenje svojih tehnika zasnovanih na crtanju.
Naruto Uzumaki, Sakura i Ino Jamanaka su rekli da fizički liči na Saskea, uprkos njegovoj kraćoj kosi i bledoj koži. Kada nije na misiji, Sai oblači neformalanu odeću koju čine košulja na duge rukave sa visokim okovratnikom, odgovarajuće pantalone i njegove regularne šinobi sandale. Uz ovu odeću ne nosi njegov zaštinik čela i rukavice.
U animeu, kada Sai koristi Tehniku zapitkivanja: tigrov pogled zvezdanih metaka i njegove negativne emocije izbiju na površinu zbog korišćenja „emocionalne energije,“ njegove oči se promene boju u prozirno crvenu. Ovo je očigledno suprotstavljanje Danzovim simptomima, mastilom iz Saijevog tela.
Dve godine nakon Četvrtog šinobi rata, Saijeva kosa je porasla. Njegova odeća je slična ali oba rukava, koja su sada kompletno crna, su duža, a njegove šinobi sandale više pokrivaju njegova stopala. On takođe ima veliki svitak privezan za leđa.
Deceniju nakon Četvrtog šinobi rata, Saijeva jakna je sada duža, sa oba duga rukava. On nastavlja da nosi svitak na leđima i duge sandale, ali njegove pantalone su malo drugačije.

## Pozadina
Sai je siroče. Kao dete je regrutovan u tajnu ANBU fondaciju - Koren i obučen je da nema ličnosi i emocije. Ime Sai mu je dato da bi mogao da se pridruži Timu 7. Sai je bio veoma zainteresovan za umetnost. Kada ga je Šin, stariji član ANBU-a pohvalio za njegove crtačke sposobnosti, postali su veoma bliski. 
Nakon nekog vremena Sai je na Šina počeo da gleda kao na starijeg brata. Njih dvojica su prošli mnogo misija zajedno. Prema pravilima Korena Sai i Šin su morali da se bore do smrti, kao poslednji korak u iskorenjivanju njihovih emocija. Do borbe nije došlo jer je Šin umro od bolesti neposredno pre borbe. Saijev dalji trening u Korenu je potisnuo sva njegova sećanja o Šinu. 
U anime seriji, Sai i Šin su bili primorani da se bore, ali Šin je umro pre nego što je bitka mogla biti završena. Šin je rekao Saiju da kaže Danzu da ga je ubio u borbi i da mora da potisne svoja osećanja kako bi nastavio da živi za oboje. 
Pre Šinove smrti, Sai je napravio slikovnicu kako bi naslikao sve protivnike. Sai je organizovao knjigu, tako da njegovi i Šinovi portreti budu lociran na suprotnim krajevima knjige, a na centralnoj stranici će biti slika njih dvojice kako se drže za ruke. Neko vreme nakon Šinove smrti, Sai je zaboravio da je to bila njegova namera, i slikovnica je ostala nedovršena, iako on nikada nije mogao da se natera da baci knjigu. Ali nakon sto se sprijateljio sa Narutom Uzumakijem, Sai se seti svoje prvobitne namere i završi knjigu, što će dovesti do njegovog prvog iskrenog prikazivanja emocija - osmeha.
Pre njegovog pridruživanju Timu 7, Saiju je bilo naređeno da ubije pojedince koji su radili protiv sela Lista. U pokušaju da dobije snažan fuindžucu, nakon što je gledao kako treći Hokage žrtvuje svoj život u pokušaju da pobedi Oročimarua, Danzo nadgleda Saija koji uči kako da koristi Tehniku pečaćenja - gledajući metak tigrove vizije, ukazujući da bi to bilo opasno jer bi morao da koristi „emocionalnu energiju” da bi tehnika ojačala. Sai se u velikoj meri mučio sa ovim poduhvatom, zato što je tehnika suprotnosti sa njegovom obukom i, obuzet negativnim emocijama, njegov trening je naizgled ostao nepotpun.

## Ličnost
Kada je prvi put predstavljen, Saija je odlikovao njegov potpuni nedostatak emocija koje je često maske sa lažnim, veselim ali ipak transparentnim fasadama. Kao posledica izuzetnog mentalnog uslovljavanja i obuke, dok je bio u Korenu, Sai je gotovo sve svoje emocije potisnuo, i na taj način olakšavajući sebi da izvrši opasne, neprijatne ili nemoralne misije. Zbog ove obuke i njegovog nedostatka društvenog iskustva i lične inicijative, Sai ima problem da razume kako veze između ljudi mogu da motivišu druge. On često prikazuje ovu zabunu nakon razmišljanja o tome zašto Naruto ide tako daleko da spasi Saskea, izdajnika, iako Narutu nisu naredili da to uradi.
Nakon što je proveo više vremena sa Timom 7, Sai počinje da ceni međuljudske odnose, posebno vezu koja postoji između Naruta Uzumakija i Saskea Učihe. To izaziva proboj emocija i on počinje da se seća vremena koje je proveo sa svojom „bratom,” Šinom. Na taj način, Sai je bio u stanju da iskazuje emocije, među kojima su i iskreni osmesi. Želeći da doživi veze sa ljudima, Sai se sprijateljuje sa što više ljudi može. Međutim, pošto većinu stvari uči iz knjiga i putem pokušaja i pogrešaka, često slučajno završi vređajući ljude svojim nadimcima. On je uspeo da razvije prirodniju, prijatnu i pažljivu ličnost, a takođe pokazuje i znake viših emocija, kao što su entuzijazam i povremena nervoza. Sai postaje prijateljski nastrojen prema drugima, pomažući drugovima kada im je to potrebno, oslovljavajući vršnjake ljubazno i zabavljajući se u društvenim situacijama. 
Najveća promena u njegovoj ličnosti, međutim , nastupila je nakon susreta sa svojim reinkarniranim bratom. Kada je Deidara iskoristio Šina kao živu bombu, Sai postaje besan i napada Sasorija i Deidaru nemilosrdno, pokazujući istinski bes na svom licu. Sai takođe pokazuje stvarnu tugu, lijući suze kada je njegov brat oslobođen iz tehnike i nestao.
Sai je veoma pronicljiv i uvek usmeren na svoje misije. On obraća mnogo pažnje na detalje, što mu omogućuje da brzo primeti ako nešto nije kako se čini, kao što je u mogućnosti da lako vidi kroz Jamatove trikove. Ova svest se proteže izvan granica dužnosti, zato što Sai ubrzo uspeva da razume prirodu Narutovog unutrašnjeg tereta. Ono što, međutim, nije uspeo da razume je da Naruto ne pokušava da spasi Saskea samo zbog Sakure. Sai ima visoko mišljenje o Narutu i pokušava mu pomogne kad god prolazi kroz teškoće.

## Sposobnosti
Kao član ANBU Korena, Sai je veoma sposoban nindža. Danzo je naveo da je Sai najjači šinobi njegove generacije. Danzo je verovao u njegove sposobnosti čim ga je poslao na misiju da ubije Saskea Učihu. Kao i ostali članovi fondacije Koren, Sai je vešt mačevalac.

### Crtačke sposobnosti
Njegov najzančajniji talenat je crtačka veština. Sai tvrdi da je naslikao hiljade slika. Uprkos velikoj količini i veličini stvari koje je nacrtao, on nikada nije dao nekom od svojih dela naziv. Njegov nedostatak emocija čini nemogućim za njega da se veže za svoju umetnost i da slici da naziv. Uprkos tome, Saijev crtački talenat je takođe izvor njegove tehnike, poznate pod nazivom Super zver imitira crtanje.
Da bi mogao da koristi svoju tehniku, Sai nosi sa sobom specijalno dizajnirani svitak na kome crta. Posebna prednost ove tehnike je u tome što on može da je izvrši koristeći samo jednu ruku. Sai je u stanju da oživi svoje kreacije crtajući mastilom direktno na svitak. On meša deo svoje svoje čakre u mastilo ranije i crta sa četkom na svom svitku, što radi vrlo brzo. Ove kreacije rastu do prirodne veličine kada su oživljene - slično Deidarinim eksplozivnim glinenim figurama.
Sai obično stvara džinovske ptice za prevoz na daljinu (za sebe ili druge), čudovišta koja liče na lavove ili gigante za napad, ili objekte kao što su suncobrani za svakodnevnu upotrebu. On može da stvori zmije koje koristi kao poveze, ili miševe da brzo izvide okolinu. Sai može da klonira sebe za izviđanje. Za diskretne poruke kada je na tajnom zadatku, Sai je u stanju da pretvori reči u male životinje, što im omogućava da putuju do svog cilja neprimećeno. On je takođe pokazao sposobnost da stvori crteže velikih razmera, kao što je prikazano u toku Bitke na dva eskadrona zasede. Oni su imali dovoljno fizičke snage da potpuno unište Deidarinu glinenu pticu i pošalju ga, zajedno sa Sasorijem, na zemlju. Sai može stvoriti eksplozivne oznake sa svojom tehnikom mastila. On može izvući duge redove znakova na male ptice, što mu omogućuje da bombarduje neprijatelja iz vazduha.

### Taidžucu
Uprkos tome što to nije njegova specijalnost, Sai je dokazao da je vešt i u taidžucuu. On je bio u stanju da reaguje i izuzetno lako uz pomoć svog tanto noža blokira Narutov pokušaj da ga izbode sa kunai nožem. On je takođe bio u stanju da potčini Kabuta vrlo lako i blokira Saskeov pokušaj da izbode Naruta, na šta je Saske komentarisao da je Sai blokirao napad na najadekvatniji način. Tokom Četvrtog šinobi rata, on je bio u stanju da slomi Šinu vrat sa letećim udarcem u vazduhu.

## Pregled priče
Sai se prvi put pojavljuje u drugom delu, kada biva postavljen u Tim 7, kao Saskeova zamena. Sai je od Danzoa dobio zadatak da ubije Saskea i da Oročimaruu odnese podatke o ANBU jedinicama. Nakon dolaska na teritoriju Sela trave, Jamato se pretvara u Sasorija i ide da se susretne sa Kabutom. Međutim, stvari se komplikuju, Oročimaru se pojavljuje, a Sai je sa ostatkom tima primoran da se otkrije. Posle Oročimaruove borbe sa Narutom, Sai polazi sa Oročimaruom baš kao što mu je Danzo i naredio kako bi ubio Saskea. Kada Tim 7 shvati šta je Sai uradio, kreću za njim i dolaze do Oročimaruovog skrovišta i bore se sa Kabutom kojeg pobeđuju. Potom se svi razdvoje kako bi lakše našli Saskea. Međutim Sai ga pronalazi i hvata svojom tehnikom, ne da bi ga ubio nego da bi ga vratio u selo, jer je Naruto imao velikog uticaja na Saija. Međutim, Saske se lako oslobađa tehnike pobeđuje njega i ostatak Tima 7 i odlazi.
Sai sa ostatkom tima uskače u borbu sa Hidanom i Kakuzuom kao pojačanje Timu deset.
Za vreme potere za Itačijem, poslat je na misiju da ga uhvati zajedno sa Timom 8 i ostatkom Tima 7.
Tokom Pejnovog napada na selo, Sai nije bio prisutan u selu već je bio na misije pronalaženja Kabuta.

### Saijeva prva misija
Saijeva prva misija bila je špijunaža Kabuta koji je bio tajno dupli agent koji u stvari radi za Oročimarua. On i Oročimaru planirali su da ubiju Sasorija upravo tamo i to je upropastilo plan Tima 7, ali Kabuto i Oročimaru takođe jer su shvatili da su prevareni. Devetorepa čakra je počela da se ispoljava iz Naruta kome su nikla četiri repa i koji napao Oročimarua, uplašivši Sakuru. Sakura i Jamato su imali kratki susret sa Kabutom, ali je Sai bio misteriozno odsutan od svega ovoga. Kabuto je informsiao Tim 7 da on i Oročimaru ne žele borbu sa njima, govoreći kako Akacuki i njima smeta i kako se nadaju da Tim 7 može uništiti što više njihovih članova. Bez daljih pretnji, Jamato odlučuje da potisne Devetorepu čakru unutar Naruta. Dok se to odigravalo, Sai se suočava sa Oročimaruom i ponudi mu savez, dajući Oročimaruu kovertu koju mu je Danzo naredio da preda Oročimaruu. Trojica su uzletela, ali ih je Jamatov klon pratio. Tim 7 je krenuo u poteru nakon što je Sakura pronašla Saijevu slikovnicu kako leži na zemlji. Tim je krenuo za njima, pokušavajući da shvati zašto ih je izdao. Na njihovom putu, oni su naišlni na Saija koga su obesili Oročimaru i Kabuto. Ovo je bio trik da zaustavi njihovu poteru, ali oni su ipak nastavili da ih prate.
U Oročimaruovoj skrivenoj bazi, oni su našli kovertu koja sadrži informacije o mnogo ljudi iz Konohe i Danzo je mislio da će im to pomoći da sruše Cunade koju je Danzo mrzeo i želeo da postane Hokage. Oročimaru se zaintrigirao i rekao Kabutu da Saija odvede u zaključanu sobu. Tim 7 je listao Saijevu slikovnicu i primetio da se u njoj nalaze dva lika, oba sa svojim „pričama“ nalazeći se na suprotnim stranama slikovnice i izgleda da se nalaze na sredini slikovnice. Međutim, sredina slikovnice fali. Oni su takođe primetili da je jedan od likova Sai koji je prikazan kako se bori sa različitim ljudima na svakoj stranici, i na svakoj sledećoj stranici nosi nešto što je pripadalo protivniku na prethodnoj stranici. Slučaj je bio isti i sa drugim likom bele kose, ali oni nisu imali ideju ko bi to mogao biti. Tim 7 je našavši bazu našao i Saija. Tamo, oni su pričali sa njim i on im je objasnio šta je rekao Oročimaruu i šta je bio njegov pravi plan. Oročimaru je pretnja za Konohu i Sai je poslat da sazna nove informacije o njemu i prenese ih Danzu kako bi Koren mogao da ga ubije. Oni su pričali malo više o Saijevoj slikovnici, a on im je rekao da je u toj slikovnici njegov „brat”.
Koren je sastavljen od siročića koje je Danzo trenirao da budu odlični vojnici. Sai je otkrio da on može da pošalje poruku Danzu jer je njegova sposobnost da poruke pretvori u male životinje i pošalje ih kao poruke Danzu bezbedno. Sakura ga je pitala da li je on taj koji mu je ubio brata, ali Sai joj je rekao da ona nije u pravu i da je on umro od bolesti. On je rekao da potiče iz zemlje iz koje i Zabuza potiče. Ona pokušava da ubedi Saija da je on imao jednom vezu i da razume šta Naruto i ona hoće da urade. Sai oseća kako on možda razume malo i da prihvata da im pomogne da nađu Saskea, i oni se udružuju. Oni su se povezali sa Saijem i objasnili mu dalje informacije o ovoj misiji. Kabuto se tada pojavljuje i misli da je Sai mučen i da treba da ga spasi. Ujedininjene snage Tima 7 su bile dobre ali nije bilo dovoljno. Mada je Kabuto odvezao Saija, on napada Kabuta i objasnjava mu njegovu izdaju Oročimarua. Sai tada pomaže Timu 7 da nađu Saskea posle nekih ispitivanja Kabuta.  Zbog velikog skrivenog područja, Tim 7 je morao da se podeli. Naruto je bio sa Saijem, a Sakura je bila sa Jamatom. 
Sai i Naruto su odlučili da odmore i ispričaju svoje priče jedan drugome. Sai je uporedio Naruta sa svojim bratom. Dok se prisećao svojih sećanja o bratu, Sai je konačno bio u mogućnosti da se seti šta je hteo da nacrta pre nego što je njegov brat poginuo. On je uzeo svoju slikovnicu i nacrtao njegovog brata kako drži njegovu ruku dok se obojica smeju. Bez obzira na to kakva je osećanja tada osećao, pojavljuje se Oročimaru upitavši ga koja je njegovo pravo društvo. Naruto odlučuje da nastavi da se bori sa pomenutim negativcem, a Saiju je rekao da nastavi sa potragom Saskea. Sai je nacrtao gomilu miševa da traže Saskea kako bi pretražio svaki ćošak njihovog skrovišta. Na kraju, našao je Saskea kako spava. U međuvremenu Jamato i Sakura su pomogli Narutu protiv Oročimarua ali on se samo teleportovao da potraži Saija. Jamato je pogledao unutar Saijevog ranca koji je ostavio. On je našao njegovu Bingo knjigu. Ta knjiga je knjiga u kojoj se nalaze ubice koje su njihove mete. Tim je bio iznenađen kada je naišao na stranicu na kojoj se nalazi Saske kao jedna od njihovih meta.
Oni su otvorili svaka vrata u Oročimaruovoj jazbini pokušavajući da nađu Saskea, ali Sai ga nalazi prvi. Saske je pitao Saija zašto ga uznemirava dok spava, a Sai obaveštava Saskea da je on određen da ga ubije. Naruto i Sakura čuju veliki lom i odlaze da vide da li je Sai dobro. Oni otkrivaju da Sai ne namerava da ubije Oročimarua, on namerava da ubije i Saskea takođe koji je takođe pretnja za Konohu. Naruto napada Saija, ali on ih obaveštava da je on poslat da ubije Saskea, ali da je odlučio da to ne odradi želeći da sazna više o „vezama“. Oni vide Saske kako i posmatra i nakon kratke priče, Saske napada Naruta ali ga Sai zaustavi u pokušaju da ubije Naruta. Posle kratke bitke, Kabuto i Oročimaru uleću i zaustavljaju Saskea, govoreći mu kako oni imaju privremeno primirje sa Timom 7 i odlaze.
Tim 7 se kasnije vraća u Konohu. Oni obaveštavaju Cunade o događajima koji su se desili na njihovoj misiji. Jamato tada otkriva Saijeve veze sa Danzom što nju razljuti. Sai tada odlazi kod Danza i pita ga da li on može i dalje da ostane sa Timom 7. Danzo mu dozvoljava. On tada postaje veoma ozbiljan sa učenjem o sticanju više prijatelja. On onda nalazi najbolji način za sticanje prijatelja dajući im razne nadimke. Posle razgovora sa Sakurom i Narutom, baziranom na knjizi, on naziva Sakuru ružnom i nju navodi da poludi. Naruto je pokušao da zaustavi Sakurin bes, ali i prolazi povređen. Ona udara obojicu počevši sa Saijem povredivši im obraze. Tim kasnije odlazi do Kakašijeve sobe gde mu oni ispričaju šta se sve desilo na njihovoj misiji. To je bio prvi put kada se Sai susreo sa Kakašijem.

### Samit pet kagea
Posle invazije, Danzo je postao Hokage. On je pozvao Saija i naredio mu da pazi na Naruta. Sai ga je pitao zašto, a Danzo mu je objasnio da je Naruto porazio Pejna i on je heroj sela i tako da je slavniji od njega. Kakogod, on je i dalje seoski džinčuriki i mora da se pazi. Sai je bio zadovoljan i otišao je da se nađe sa Narutom i Sakurom. Njih dvoje su mu se odmah suprostavili oko Danza, i pitali ga da im ispriča sve što zna. Sai im kaže kako ne može i da je Danzo postavio ukleti pečat na njegov jezik koji mu zabranjuje da govori bilo šta o Korenu. Sakura je rekla kako je to okrutno, ali Sai objašnjava da je to najbolji način da se Koren zaštiti od sumnjivih stvari i zaštiti selo.
Sakura odbija njegovu tvrdnju, istakavši kako je Danzo naredio da se Saske ubije kao izdajnik. Sai je bio iznenađen, Danzo mu ništa nije rekao o tome kada su se poslednji put videli. Oni su se odmah suočili sa nindžama koji su ih pitali sta znaju o Saskeu. Naruto videvši da uznemiravaju Sakuru, ispričao im je sve što znaju. Sai tajno vidi sastanak i kako Naruto ne može sebi da dozvoli da izda Saskea. Naruto dopušta Karuj da istrese svoj bes na njemu. Karuj srećno prihvata i počinje da ga udara, ali Sai iskače i ona nastavlja. Kada se Karuj povukla, Sai je odveo Naruta kod Kakašija i Jamata i onda se pobrinu za njegove rane. Sai kasnije prilazi Sakuri, govoreći joj o tome šta je Naruto prošao sa Karuj zbog njene koristi. On pretpostavlja da Naruto voli Sakuru, i da pokušava da je učini srećnom, tako da vraćanje Saskea nazad u selo, njemu izaziva konstantan bol.
Prativši odluku da eliminišu Saskea sami kako bi sprečili rat, Sakura pita Saija da joj pomogne na njenom tragu za Narutom kako bi ona mogla da priča sa njim. Oni ga nalaze u zemlji Gvožđa i Sakura je rekla Narutu da ga voli, i da sad ne treba da se muči ispunjavanjem svog obećanja o vraćanju Saskea. Kada je Naruto utvrdio da laže, ona odlazi. Zato što ona nije rekla o svojoj odluci da ubije Saskea, Sai ostavlja klona iza njih i govori im ono što Sakura nije. Klon takođe dodaje da Sakura planira da Saskea ubije sama, i pominje da Sakura voli Saskea i da želi da ga zaustavi od propadanja.
Klon od mastila pomaže Kakašiju da nađe Sakuru. Pravi Sai, u međuvremenu, zaustavlja Sakuru od odbacivanje njega i ostale pratnje, sumnjajući da će ona pokušati da ih se reši kako bi se borila sa Saskeom sama. Sakura ubedi Kibu i Lija da je Sai izdajnik i oni počnu da se bore sa njim, i time njoj bude lakše da se otarasi sve trojice. Kada se klon od mastila rasprsnuo upozorio je Kakašija na Sakurinu akciju. Sai i ostali su probuđeni nakon sastanka sa Saskeom, i na povratku u selo nailaze na tri člana Korena. Oni su ih upitali o tome šta se desilo. Sai shvata da je pečat nestao i to mu je bio dokaz da je Danzo umro. On se kasnije ohrabruje da priča sa Kakašijem koji je oslovljen kao „novi Hokage“ o budućnosti Korena.

### Šinobi rat
Sai je deo jedinice iznenadnog napada Ujedinjenih šinobi snaga i oni su sačekali Deidaru i Sasorija. Sasori je upotrebio Saijevog preminulog brata da se bori sa Saijem.
Sai je sukobio svoja oružja sa Šinom dok mu se članovi tima nisu pridružili. Kada je Deidara detonirao eksplozivnu glinu unutar Šina, eksplozija je oborila Saija na zemlju. Njegova slikovnica je ispala iz njegovog ranca tokom eksplozije. Dok je Deidara pokrivao nebo, on se žalio što je Kankurova lutka ugušila eksploziju. Dok se on odnosio prema Šinu kao prema „bombi,” Saija je to činilo ljutim. 
Sasori je objasnio da su članovi Korena i on mnogo nalik njima dvojici od kako su potisnuli svoje emocije. Deidara takođe uznemirava Saija, govoreći kako će Šina pretvara u bombu iznova i iznova. Razjaren, Sai crta pticu od mastila i preleće brzo iza Sasorija i Deidare. On tada crta dva ratnika od mastila koja oba člana Akacukija podižu u vis. Sa zemlje, Kankuro stvara dve svoje lutke zatvarajući Sasorija i Deidaru unutar njih. Sai silazi dole da napadne Šina, navodeći da bi se njihova bitka najverovatnije dogodila da Šin nije umro. Kakogod, Šin govori kako nije bila više potrebna. Videvši Saijevu završenu sliku odvezuje svoju dušu, oslobađajući ga od žaljenja koje je on imao tokom života. Suze naviru iz Saijevih očiju dok Šinovo telo nestaje u pepelu i dimu.

## Zanimljivosti
- Sai je ime oružja koje su navodno koristile nindže, ali i ostale vrste boraca u feudalnom Japanu. To je bodež, sa tri sečiva, od kojih je najduže središnje sečivo, dok su bočna sečiva zakrivljena.
- Sai je takođe naziv za Japanski program za ilustrovanje i crtanje anime likova. To može navesti na Saijev hobi crtanja i njegov nindžicu.
- Sai i Oročimaru su jedine dve osobe koje imaju potpuno bled ten.[2]

## Spoljašnje veze
- Više priča o Saiju